# Automeris phrynon
Automeris phrynon är en fjärilsart som beskrevs av Druce 1897. Automeris phrynon ingår i släktet Automeris och familjen påfågelsspinnare. Inga underarter finns listade i Catalogue of Life.